# 河内王朝
座標: 北緯34度40分50.357秒 東経135度31分23.801秒 / 北緯34.68065472度 東経135.52327806度
河内王朝（かわちおうちょう）あるいは応神新王朝は、現在の大阪府大阪市域にあたる難波（なにわ）の上町台地一帯に本拠地を置いた倭国の王朝に対する呼称。始祖は誉田別あるいはその子の大鷦鷯とされる。

## 概要
万世一系の皇統が神武天皇による建国以来、連綿と続いてきたとする『日本書紀』の記述に疑義を呈し、弥生時代後期から古墳時代までの間の日本列島における覇権勢力ヤマト王権に複数の王朝が興亡したとする王朝交替説は、日本古代史研究において長く唱えられている。
その中でも、応神天皇をそれ以前の皇統とは無関係な人物と考え、新たに興った新王朝の創始者とする説がある。この応神から始まる王朝は河内に宮や陵を多く築いていることから「河内王朝」、また「ワケ」の名がついた天皇が多いことから「ワケ王朝」などと歴史学上呼称される。
応神天皇の父母は通常14代仲哀天皇とその皇后の神功皇后であるとされるが、伝承の項にもある通り出生時の状況も不自然であり、母である神功皇后が身重でありながら朝鮮に赴き、出産を遅らせて三韓征伐を指揮し、九州に帰国した際に生まれたとされている。広開土王碑などの国外史料からも実証できるように4世紀末に倭国が朝鮮半島に侵攻をかけて百済と新羅を服属させたことは歴史的事実ではあるが、『記紀』における三韓征伐の記述は神話的表現も見受けられそのまま信用することはできない。
4世紀末に河内に新政権（河内王朝）が成立したとする説の源流は、1949年発表の江上波夫らによる座談会「日本民族・文化の源流と日本国家の形成」（『民族学研究』13巻3号）にあるとされる。その後、1960年代に直木孝次郎、上田正昭、岡田精司らが、この立場に立った研究を次々と発表した。
この政権の名称を最初に河内王朝と称したのは上田正昭であり、以降、「河内王朝」の名称が定着することとなった。東洋史学者の岡田英弘、日本史学者の塚口義信などが「河内王朝」の名称を用いている。難波王朝と称する研究者には考古学者の山根徳太郎がいる。直木孝次郎は、応神天皇を政権の初代とみなす立場から「応神王朝」という名称を用いていたが、後に「王朝国家」との混同を避けるため、「河内政権」という呼称を用いるようになっている。水野祐の三王朝交替説では中王朝、あるいは第2次大和政権などと呼ばれる。
以下において河内王朝の成立に関して唱えられた諸仮説の詳細を紹介する。

## 畿内在地勢力説
塚口義信によれば、4世紀末にヤマト政権内部で主導権を握っていた佐紀の政治集団が内部分裂し、一方の勢力がもう一方の勢力を打倒して河内に本拠を移したとする。記紀に見る忍熊王の反乱と、誉田別皇子（のちの応神天皇）による鎮圧はこれを反映した記述と見なし、香坂王・忍熊王の勢力を佐紀政権の主勢力としている。他の河内王朝説では応神天皇をヤマト王権との繋がりを持たない全く新しい王朝の創始者と見なす場合が少なくないが、塚口説では応神天皇及びその母である神功皇后の伝承の中に山城地域周辺との強い結びつきを示唆する記述が多数見られる事を重視し、外来勢力による政権の奪取ではなく、あくまでも同じ大和の北部地域を基盤とする勢力内での主導権争いであったとの立場を取る。
河内の勢力については一連の内紛に葛城や日向などの諸勢力と共に誉田別皇子の後ろ盾のような形で介入した政治集団であったと見なしている。また、応神天皇が河内の豪族である品陀真若王の娘を妃にしたという記紀の系譜を重視し、二つの勢力は佐紀勢から河内勢への入り婿かそれに近い形の婚姻に基づいて結びついた間柄であったと考える。
更に品陀真若王は記紀の系図上景行天皇の孫にあたる事から、河内の勢力は在地の中小豪族が興隆したものではなく、4世紀前半に纏向を中心に王権を行使した三輪山周辺の勢力が大阪平野に本拠を移して成立した政治集団であると見なしているため、他の王朝交代論で提唱されているような勢力の断絶については消極的な姿勢を取っている。また直木孝次郎は、それまで大和地方に拠点を置いていたヤマト王権が応神の代より河内地方に拠点を移していることから、瀬戸内海の制海権を握って勢力を強大化させた河内の豪族だった応神が新たな王朝を創始したと推測している。

## 九州軍事豪族起源説
井上光貞は、『記紀』に応神が九州の産まれで異母兄弟の麛坂皇子と忍熊皇子達と戦って畿内に入ったという記述があることから、応神は本来ヤマト王権に仕えていた九州の豪族であり、朝鮮出兵を指揮する中で次第に中央政権をしのぐ力をつけて皇位を簒奪し、12代景行天皇の曾孫である仲姫命を娶ることによって入婿のような形で王朝を継いだのではないかと推測している。仲哀天皇と先帝の13代成務天皇はその和風諡号が著しく作為的（諡号というより抽象名詞に近い）であり、その事績が甚だ神話的であることから実在性を疑問視されることが多く、井上はこの二帝は応神の皇統と10代崇神天皇から景行天皇までの皇統（三輪王朝）を接続するために後世になって創作された存在と考察している。
一方宝賀寿男は井上の説と前半までは同旨であるが、系譜研究と暦年研究から仲姫命の父の五百城入彦皇子を成務天皇と同人であると見て、仲哀天皇も応神天皇と同世代であるとしている。天皇の神話的な物語は後世の潤色・表象・転訛に過ぎず、その程度の不合理さだけで大王家の歴史的な流れや諸豪族の系譜を無視した勝手な系譜改変、非実在説を唱える立場の者に対して非科学的、非論理的であるとしている。

## その他の諸説

### 武内宿禰の子説
安本美典は応神を神功皇后と豪族武内宿禰との間の子であり、本来の皇位継承者であった麛坂皇子と忍熊皇子を押しのけて皇位に即いたとした。日本書紀においても武内宿禰が三韓征伐に参加したことや、筑紫と三韓の支配権を持っていることを伺わせる記述があり、上記の九州軍事豪族起源説とも整合できる。
武内宿禰が応神の父であると考えればその後裔である葛城氏などの興起もうまく説明できるとされる。

### 無王朝（河内豪族連合）説
古代ヤマト王権は大王による専制君主国家であったとしてきた学界の見解へのアンチテーゼとして、1950年代に東北大学教授の関晃は古代ヤマト王権の実態は河内地方の氏族集団による選挙王制的連合政権であったとする説を提唱し、従来の東洋史のように父系集団による「王朝」概念をそのまま日本古代史に当てはめることへの疑念を呈した。

### 応神非実在説
なお、応神天皇を架空の天皇とする見解もある。歴史学者の岡田英弘や直木孝次郎は応神天皇の出生が伝説的であることや仁徳天皇との事績の重複から、仁徳天皇が新王朝を創始するに当たって自身の父である誉田別の存在を作り上げたとする。また、水野祐も仁徳天皇を河内王朝の始祖としている。
白石太一郎によれば、 岡田・直木説が出た70年代はまだ科学が未熟だったので、年輪年代学がまだ古代遺跡の異物の年代測定で使えず、古墳の年代も誤っていた可能性が高い。

## 河内新王朝否定説
河内新王朝説に対して下記のように批判的見解も少なからず存在する。
- 応神以降の前方後円墳はそれ以前の前方後円墳を継承しており、新たな「革命的変化」は見当たらない。
- 古墳の状況からヤマト王権の王墓や王宮の移動が行われるまで、河内地域には中小豪族しか存在おらずそもそも彼らもヤマト王権とつながっていたことから、河内にはヤマト王権を凌駕して政権交代を実現できるような勢力はいなかったこと。
- 河内王朝説を批判する門脇禎二によると河内平野の開発は新王朝の樹立などではなく、初期大和政権の河内地方への進出であったとする。
- 王宮の大阪平野への移動についても海外展開を見据えたものであり、河内平野に巨大古墳を築いたのは「ただ墳墓地を未開の原野に選定した[18]」だけである。[19]。

また考古学的には発掘調査によって得られた下記の知見があり、これも応神非実在説に不利であると言える。
- 誉田御廟山古墳(伝応神天皇陵)の埴輪の炭素年代測定の結果、誉田御廟山古墳と応神との関係性は相当濃厚になっており、真の継体天皇陵であるとされる今城塚古墳と誉田御廟山古墳は、当時の大王墓でないと使えない大型の埴輪が多く出ているという共通点が有り[20]、森田克行は応神〜継体の王権での淀川開発路線の政策継承を論じている。